# Emilio Longoni
Pour les articles homonymes, voir Longoni (homonymie).

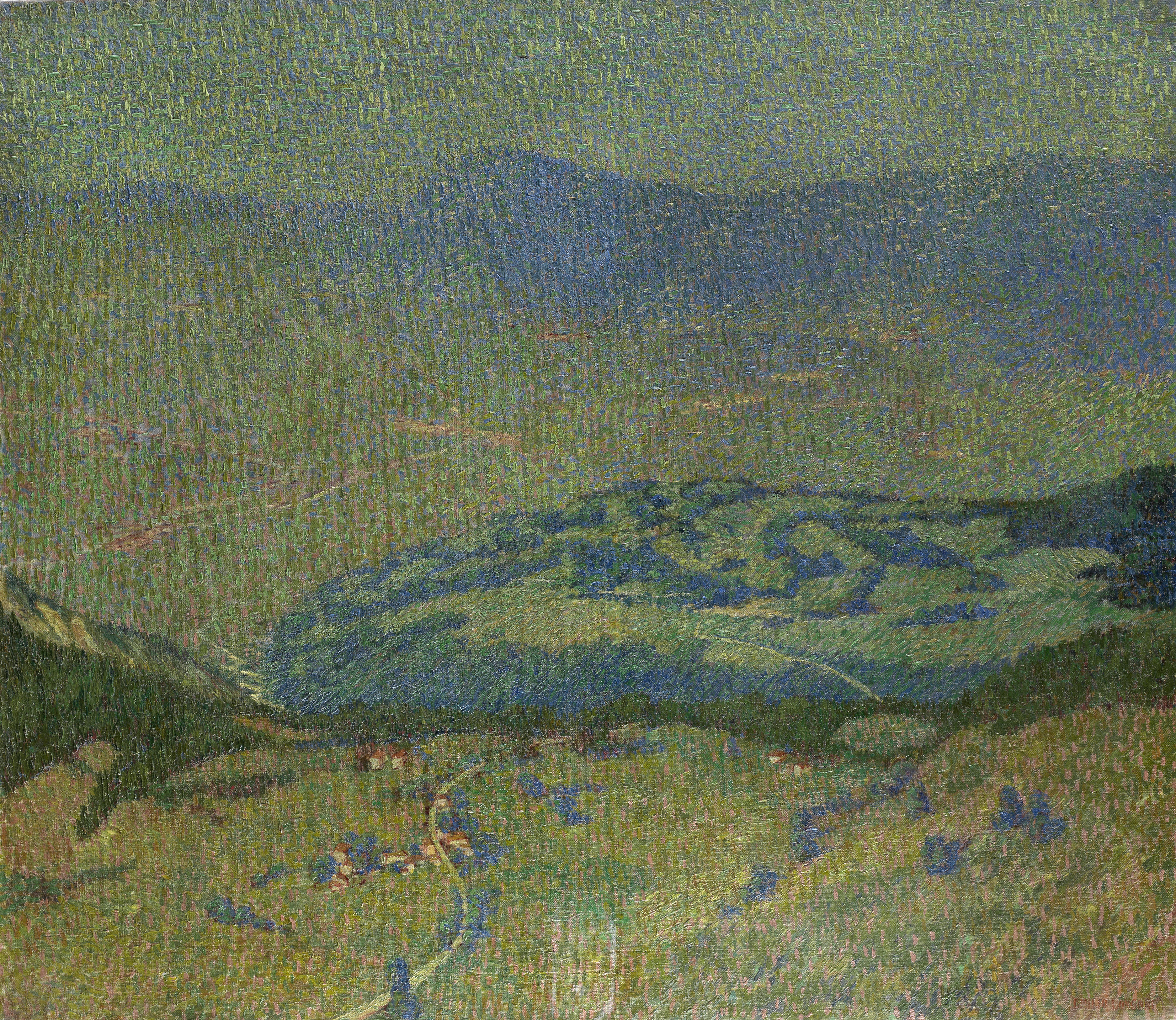
le Paysage dans la Valteline.

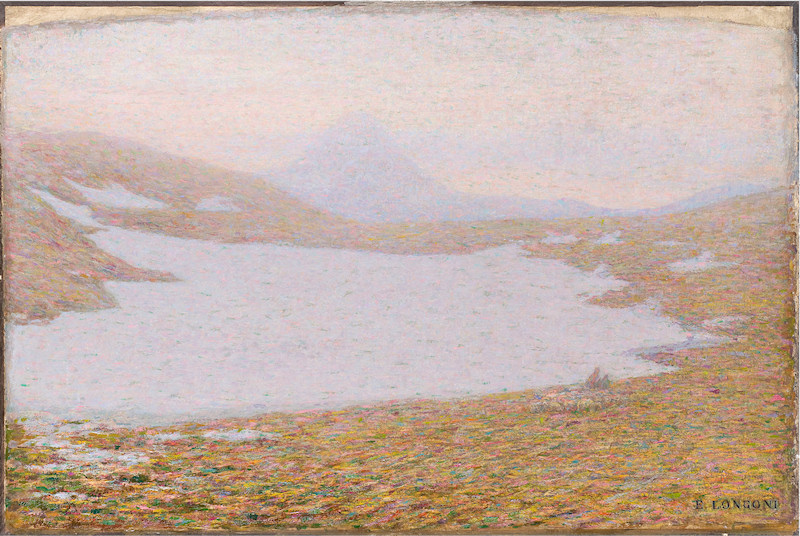
Le printemps en haute montagne, vers 1912 (Fondazione Cariplo).

Emilio Longoni, né le 9 juillet 1859 à Barlassina ou à Seveso, et mort le 29 novembre 1932 à Milan, est un peintre italien.

## Biographie
D'après le Bénézit, Emilio Longoni naît le 9 juillet 1859 à Barlassina, selon l'encyclopédie Treccani en ligne c'est à Seveso. Il est le quatrième des douze enfants de Matteo Longoni et de Luigia Meroni.
Depuis qu'il est enfant, il sent une grande passion pour la peinture. Après avoir terminé l'école primaire, il a été envoyé à Milan pour travailler comme servant. À partir de 1875, il étudie d'abord à l'école de nuit de l'Académie des beaux-arts de Brera. En 1876, il rejoint les cours réguliers, avec Gaetano Previati et Giovanni Segantini, avec qui il partage un studio en 1882. Il expose à Brera en 1880 et 1882. Il a passe du temps à Naples et à Brianza au cours des années 1880-1884; au cours de cette décennie, il peint surtout  des natures mortes.  À la Trienale de Brera de 1891, il montre Oratore dello sciopero, sa   première œuvre divisioniste. Il se diririge vers la peinture de paysages
En 1882, il rencontre Giovanni Segantini, son camarade de Brera, qui lui présente les frères Alberto et Vittore Grubicy, propriétaires d'une galerie d'art actifs dans la promotion de jeunes artistes. En 1886, il réussit à louer une étude dans la via della Stella, aujourd'hui via Corridoni 45. Il commence à peindre des portraits et vit toujours pour l'aristocratie et la classe moyenne de Milan. Parmi ses clients, il y a le banquier Giovanni Torelli, le collectionneur Giuseppe Treves frère de l'éditeur Emilio Treves, le banquier Lazzaro Donati. En 1891, il participe à la première Triennale de Brera avec des œuvres qui le font connaître au public et à la critique. Il développe un style de peinture divisionniste.
Entre 1900 et 1932, il participe aux plus importantes expositions italiennes et internationales. Il développe un lien de plus en plus étroit avec la nature et se rapproche du bouddhisme, passant de longues périodes à peindre dans les montagnes, principalement dans la chaîne de la Bernina, où il peint de nombreuses œuvres de la vie.
Après la première guerre mondiale, il se renferme sur lui-même, son âge lui interdisant d'aller en haute montagne alors que sa peinture devient de plus en plus immatérielle. Loin des expositions, il travaille avec le peu de personnes avec lesquelles il a un contact direct et se tient à l'écart des marchands d'art. En 1928, il épouse sa compagne Fiorenza de Gaspari, qu'il rencontre dans la maison de l'Avv. Luigi Majno, un de ses admirateurs.
Les œuvres d'Emilio Longoni sont proposées à de multiples reprises aux enchères, avec des prix réalisés allant de 1 426 $ à 335 910 $, selon la taille et le médium de l'œuvre. Depuis 2002, le prix record pour cet artiste aux enchères est de 335 910 $ pour Natura morta con frutta candita e caramelle, studio dal vero, vendu chez Sotheby's Milan en 2007.
Il meurt dans son bureau le 29 novembre 1932 et est inhumé au cimetière monumental de Milan.

## Œuvres exposées dans les musées de Milan
- Alba nel ghiacciaio, Neve in alta montagna (1915-16), Pinacoteca di Brera, arrivées à partir de Lazzaro Donati’s collection
- Studio dal vero, Cocomeri e Poponi (1886), Galleria d'Arte
- Chiusi fuori scuola, veneranda biblioteca ambrosiana
- Gamberi e fiaschi, Natura morta con fiaschi e gamberi, 1886
- Melanconie, Fanciulla triste (1895), Galleria d'Arte Moderna
- Trasparenze alpine (1910), Galleria d'Arte Moderna
- Ghiacciaio (1912), Galleria d'Arte Moderna
- Disillusa, Paesaggio alpino (1914), Galleria d'Arte Moderna
- Goletta di alta montagna, Paysage de Montagne (1915-20), Galleria d'Arte Moderna
- Ultima neve, Residui di neve, Paesaggio alpino (1920), Galleria d'Arte Moderna
- Augusto Donati (1903), Museo Martinitt e Stelline, corso Magenta 57,
- Primavera in alta montagna (1912), Gallerie di Piazza Scala